# Variação anatômica

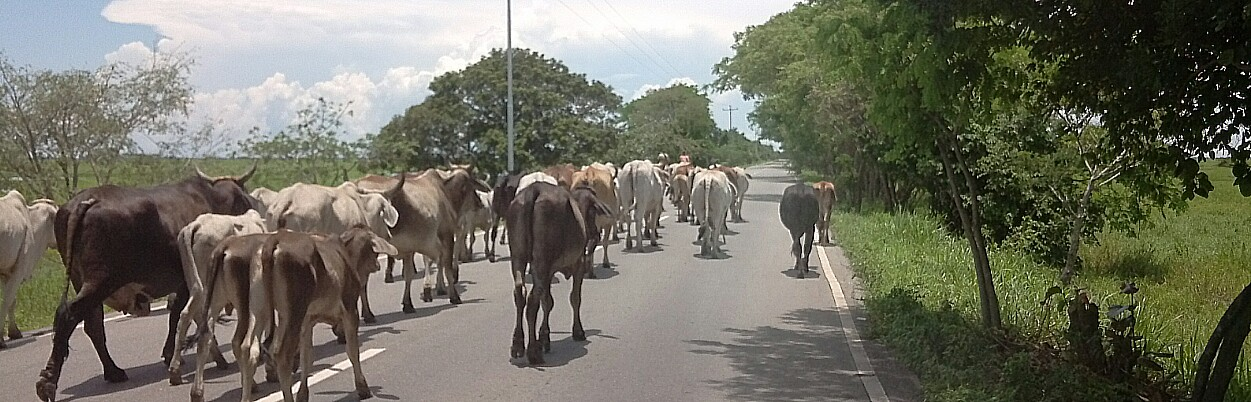
Variação anatômica de acordo a raça, alguma vacas apresentam o processo corneal(chifre) e outras são desprovidas

Na anatomia humana, o termo variação anatômica se refere a uma estrutura anatômica não-patológica que é diferente do que é observado na maioria das pessoas.
a estrutura e a arquitetura ou características morfológicas dos animais não são padronizadas,ocorre uma variação.

Variação anatômica de acordo o biotipo

## Fatores gerais de variação[1]

### Idade
Existem diferenças  entre o recém nascido comparado a um individuo adulto, um bom exemplo disso é a ausência de calcificação de alguns ossos no indivíduo jovem, que quando atinge uma certa idade se fusiona.

### Sexo
Essa característica é facilmente detectável, os órgãos genitais  e o osso pélvico são exemplos.

### Etnia
Forma da face, pigmentação da pele

### Biótipo
Está relacionado aos atributos físicos do corpo: alto e baixo, gordo e magro.

### Evolução
Dentro de um processo evolutivo ocorre algumas mudanças, o Homo Sapiens sapiens aumentou sua altura, o formato do cranio dentre outras coisas. 